# 天主教丹戎加蘭教區
天主教丹戎加蘭教區（拉丁語：Dioecesis Tangiungkaranganus）是印度尼西亞一個羅馬天主教教區，包括楠榜省，屬巨港總教區。2004年有教友90,261人、20個堂區、45名司鐸。現任主教為约翰内斯·哈龙·尤沃诺。
1952年6月19日自巨港代牧區設監牧區。1961年1月3日升為教區，由棉蘭管轄。2003年7月1日置於巨港總教區下。